# Kulla naturreservat
Kulla är ett naturreservat  i Vetlanda kommun i Jönköpings län i Småland.
Området är skyddat sedan 2001 och är 14 hektar stort. Det är beläget 7,5 kilometer söder om Södra Solberga kyrka på gränsen till Kronobergs län och består av gammal skog, sumpskog, bäckdråg, sjöstrand och branta bergväggar.

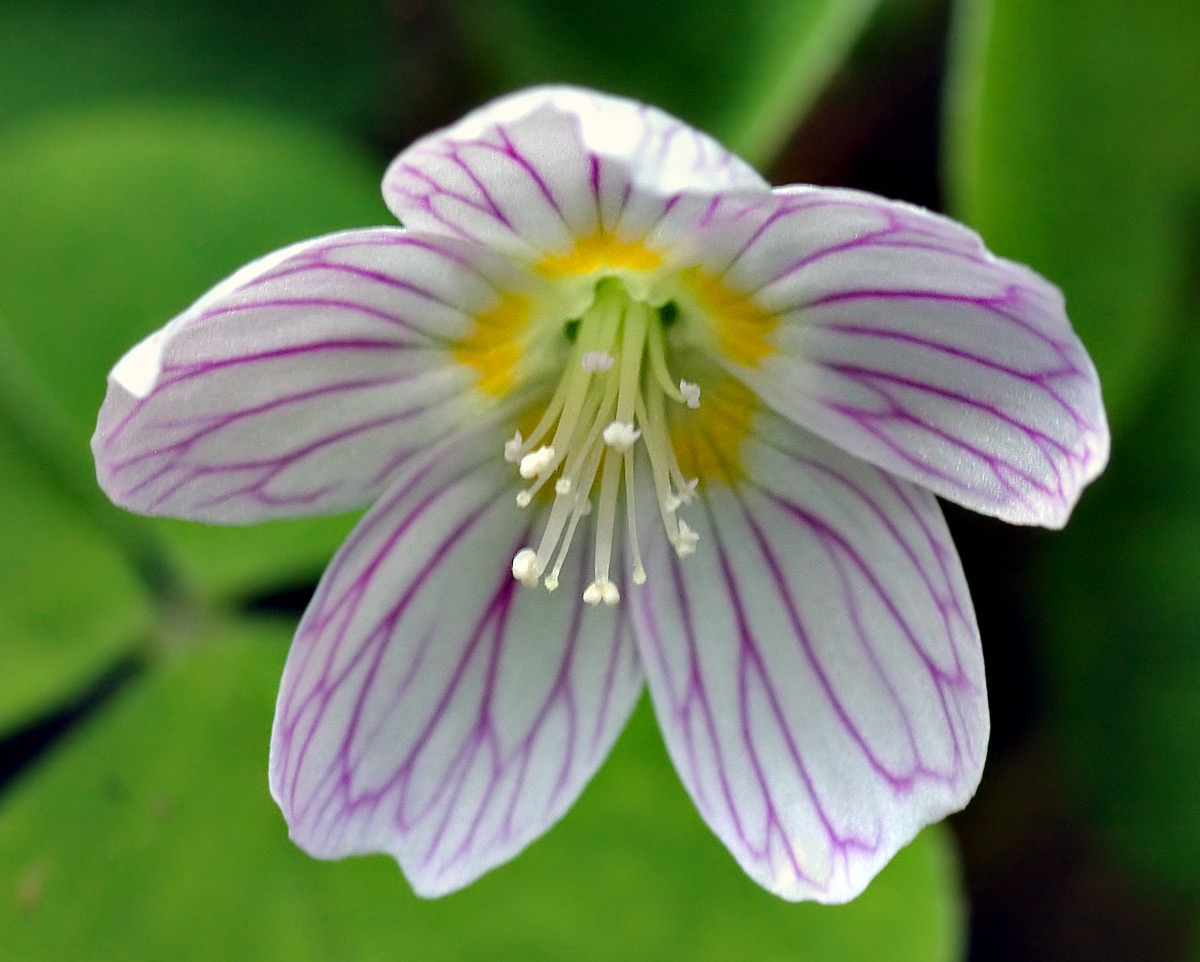
Blomma Harsyra

Skogen är gammal och domineras av gran med inslag av tall, björk, asp och klibbal. I den fuktiga och variationsrika miljön trivs mossor och lavar. Där växer bland annat skuggmossa och brokig tagellav.
På den östvända bergbranten väster om Hedasjön är vissa bergbranter stort sett lodräta. Vid sjöns nordspets ligger en våtmark. I torrare delar av området växer bland andra kruståtel, harsyra och vårfryle.